# Remicourt (Marne)
Remicourt település Franciaországban, Marne megyében. Lakosainak száma 57 fő (2022. január 1.). Remicourt La Neuville-aux-Bois, Épense, Givry-en-Argonne, Noirlieu és Saint-Mard-sur-le-Mont községekkel határos.

## Népesség
A település népessége az elmúlt években az alábbi módon változott:
| Lakosok száma | 81   | 66   | 67   | 66   | 60   | 56   | 57   | 60   | 59   | 57   |
|               | 1968 | 1982 | 1990 | 2006 | 2013 | 2015 | 2017 | 2019 | 2020 | 2022 |